# Mammifrontia leucania
Mammifrontia leucania là một loài bướm đêm trong họ Noctuidae.